# Ulrich Bräker
Ulrich Bräker (Wattwil, 22 dicembre 1735 – Wattwil, 11 settembre 1798) è stato uno scrittore svizzero, noto per la sua biografia Lebensgeschichte und Natürliche Ebenteuer des Armen Mannes im Tockenburg (Vita di un poveruomo), stampata per la prima volta nel 1788.

## Biografia
Bräker nacque in una famiglia di agricoltori svizzeri oberata da debiti e prestiti. 
Pur ricevendo una limitata istruzione scolastica, si forma poi sui testi del pietismo molto diffusi nella Svizzera dell'epoca, desiderando diventare predicatore.
Data la difficoltà del padre nel sostentare la numerosa famiglia, sceglie di lasciare il paese natale e viene assunto come aiutante di un ufficiale dell'esercito prussiano come "domestico": giunto a Berlino scoprirà di essere stato arruolato a tutti gli effetti nell'esercito del re di Prussia e viene mandato in guerra contro l'imperatore austriaco. Partecipa così alla battaglia di Lobositz nel 1756: sconvolto dal caos e dal sangue degli scontri, diserta per tornare in Svizzera (ricordando nella sua biografia "perché a me cosa importa delle vostre guerre?", molto audace per l'epoca).
Tornato in Svizzera si sposa con la compaesana Dulcinea, dalla quale avrà sette figli (due dei quali muoiono ancora piccoli nell'anno della carestia e un altro, Jakob, a 18 anni di tisi, quando Bräker è ancora vivo) ed edifica la propria casa, ancora oggi nota nel Tockenburg.

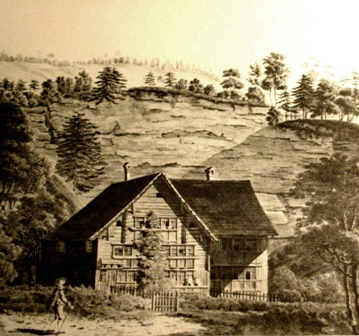
la dimora famigliare costruita a Wattwil da Bräker

Nel 1768 pubblica  Die Vermahnung (l'esortazione), libello di stampo pietistico.
Si impegna nel commercio e nella produzione di filati, conducendo una vita di alterne miserie e fortune, ammalandosi e muore in ristrettezze nel 1798.